# Antes Alíates
Antes Alíates (em grego medieval: Ἄνθης Ἀλυάτης; romaniz.: Anthes Alyáthes) foi um oficial bizantino do século X.

## Vida

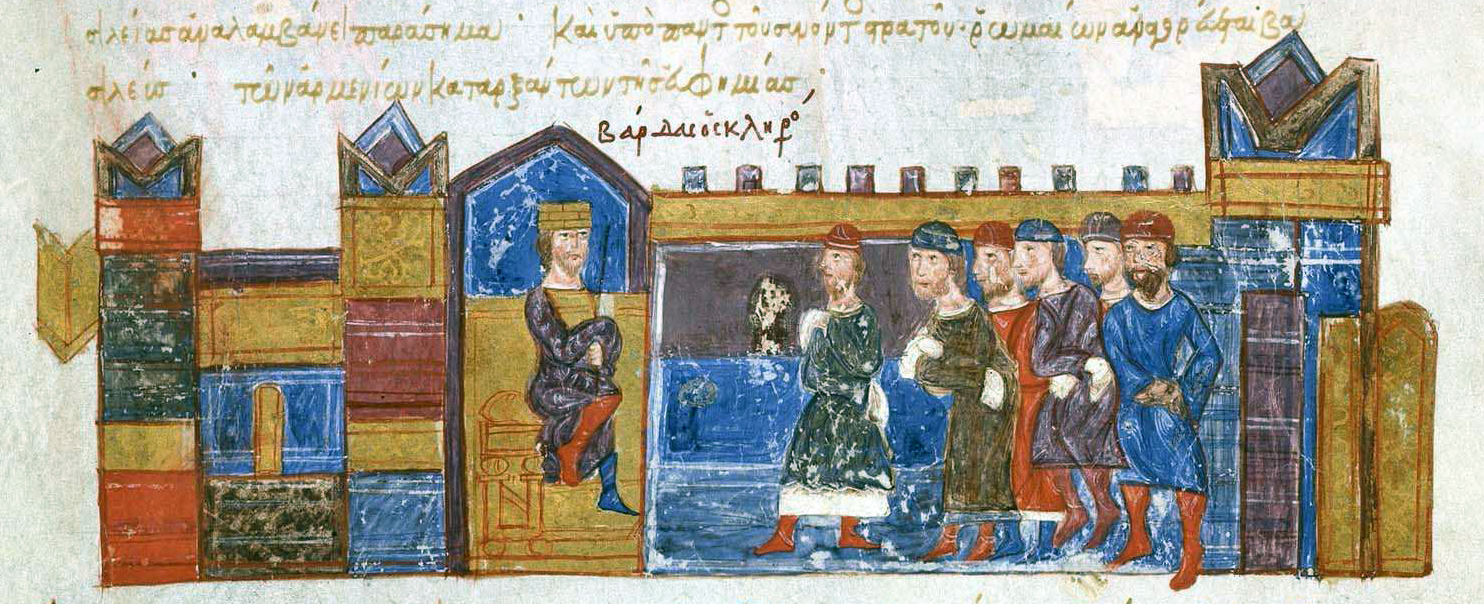
Proclamação de Bardas Esclero como imperador.
Iluminura do Escilitzes de Madrid

Antes era confidente de Bardas Esclero. Em 976, quando preparava sua rebelião, Bardas enviou Antes para Constantinopla, onde seu filho Romano estava - talvez para garantir seu bom comportamento. Em Constantinopla, fingiu inimizade com Bardas e pôde chegar até Romano. Ao retornar com Romano, Bardas rebelou-se abertamente. Na primeira fase da rebelião , Antes era subordinado dos rebeldes. Ele caiu em combate em Cucu Lito (Capadócia) contra as forças de Eustácio Maleíno enquanto tentava forçar o ataque.